# ロッカ・ディ・メッツォ
ロッカ・ディ・メッツォ（イタリア語: Rocca di Mezzo）は、イタリア共和国アブルッツォ州ラクイラ県にある、人口約1,500人の基礎自治体（コムーネ）。

## 地理

### 位置・広がり

#### 隣接コムーネ
隣接するコムーネは以下の通り。
- ファニャーノ・アルト
- フォンテッキオ
- ラークイラ
- ルーコリ
- マリアーノ・デ・マルシ
- マッサ・ダルベ
- オクレ
- オヴィンドリ
- ロッカ・ディ・カンビオ
- サン・デメトリオ・ネ・ヴェスティーニ
- サンテウザーニオ・フォルコネーゼ
- セチナーロ
- ティオーネ・デッリ・アブルッツィ
- ヴィッラ・サンタンジェロ

## 行政

### 分離集落
ロッカ・ディ・メッツォには、以下の分離集落（フラツィオーネ）がある。
- Fontavignone, Rovere, Terranera